# Kölleda
Kölleda är en stad i Landkreis Sömmerda i förbundslandet Thüringen i Tyskland.
Kommunen ingår i förvaltningsgemenskapen Kölleda tillsammans med kommunerna Großneuhausen, Kleinneuhausen, Ostramondra och Rastenberg.
Den tidigare kommunen Beichlingen uppgick i Kölleda den 1 januari 2019.

## Bilder
|             |
| Stadshuset. |